# Accalathura indica
Accalathura indica is een pissebed uit de familie Leptanthuridae. De wetenschappelijke naam van de soort is voor het eerst geldig gepubliceerd in 1941 door Nierstrasz.